# Hänigsen
Hänigsen is een plaats in de Duitse gemeente Uetze, deelstaat Nedersaksen, en telt 5.967 inwoners (ultimo 2017). Hänigsen is daarmee de op één na grootste plaats in deze gemeente.

## Ligging, infrastructuur
De dichtstbijzijnde hoofdverkeersweg is de Bundesstraße 188 die, enkele kilometers ten zuiden van het dorp langs, van west naar oost loopt. Het dorp ligt in een licht glooiend landschap (ongeveer 45-55 meter boven zeeniveau).

## Geschiedenis

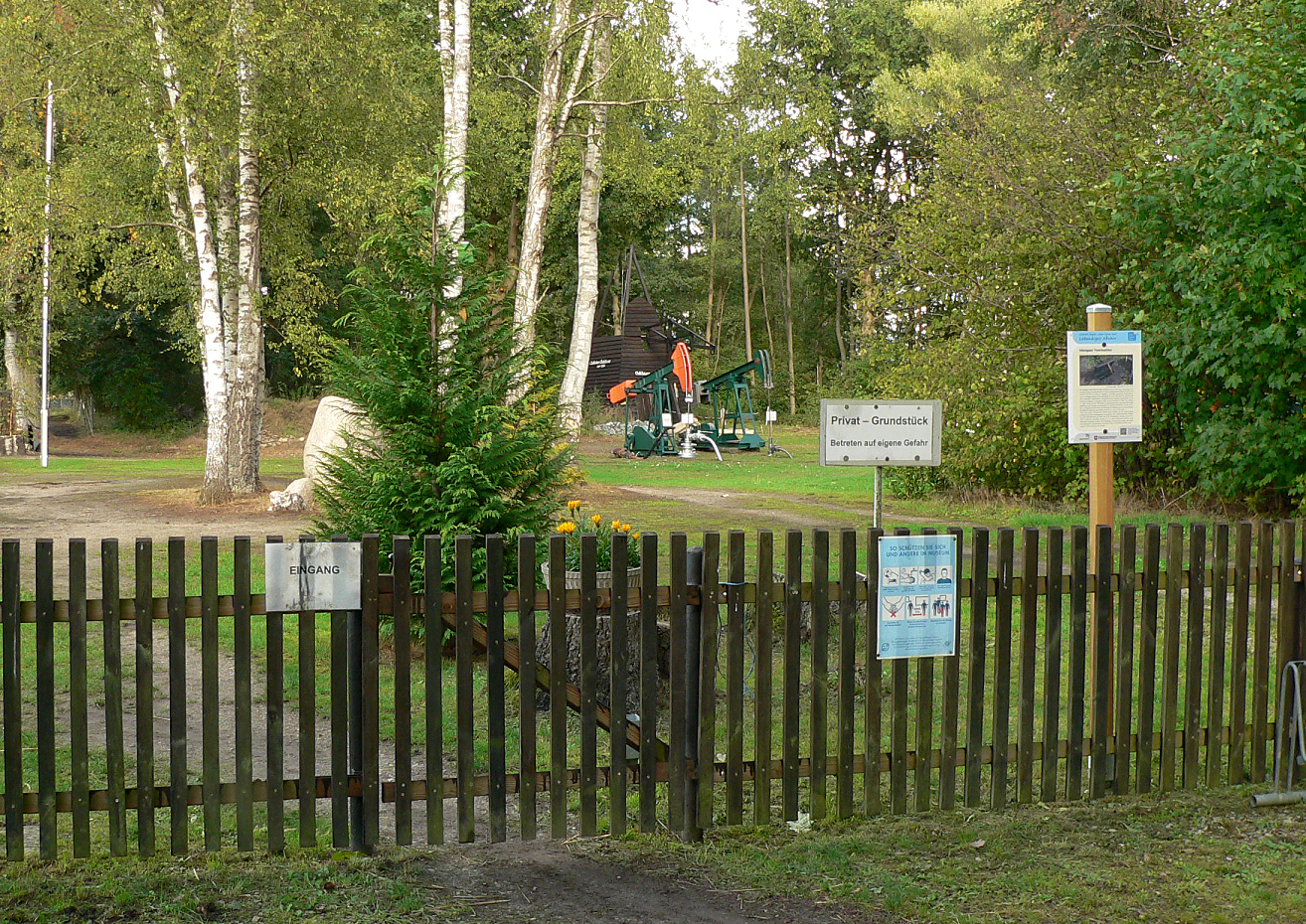
Teerkuhlenmuseum

Het dorp wordt als Henighusen in 1226 voor het eerst in een document vermeld. Hänigsen behoorde in de 13e en 14e eeuw toe aan een rijksvrij adellijk geslacht Von Meinersen, en later aan andere vazallen van het Hertogdom Brunswijk-Lüneburg. Hänigsen werd in 1647 en in 1693 door rampzalige branden voor een groot deel verwoest. Sedert de Reformatie, in 1529, is het dorp evangelisch-luthers van confessie.
Op de heuvel Kuhlenberg ten noorden van de dorpskern van Hänigsen liggen de teerputten (Teerkuhlen), die reeds in 1546 door Georgius Agricola in zijn boek De natura fossilium zijn beschreven. Men groef matig diepe putten, tot beneden het grondwaterpeil, bekleedde die aan de binnenzijde met houten wandjes en schepte de teer en dikke aardolie, die op het grondwater bleven drijven, weg. Het spul werd als Hängser Teer of wagensmeer verhandeld, o.a. op markten te Hamburg. Evenals in het naburige Nienhagen (Nedersaksen) en in het aan de andere kant van de stad Celle gelegen Wietze, ontstond in de late 19e en vroege 20e eeuw een kleine oliekoorts; talrijke olieboortorens ontsierden het landschap. De olie werd via Celle naar elders vervoerd. Een aantal Teerkuhlen bleef op de ouderwetse manier doordraaien. Eén ervan is als industrieel erfgoed tot op de huidige dag als werkend museum (Teerkuhlen-Museum Hänigsen) in bedrijf gebleven.
Sinds omstreeks 1800 zijn in Hänigsen veel stoeterijen van het paardenras hannoveraan gevestigd.
Van 1905 tot 1908 ontstonden de eerste, 770 meter diepe, mijnschachten van de kalimijn Schacht Riedel. Deze was van 1909-1928 in bedrijf. Van 1937-1945, tijdens de periode van het Derde Rijk en de Tweede Wereldoorlog, was in de mijn een Muna, een munitie-opslag van de Wehrmacht in gebruik. Ook chemische wapens waren hier opgeslagen. Na de oorlog werd de munitie ter plaatse ontmanteld en afgevoerd. Daarbij kwam het op 18 juni 1946 tot een rampzalig ongeluk. Door onopgehelderde oorzaak ontploften 10.000 à 12.000 ton, op tussen 500 en 700 meter onder de grond opgeslagen, munitie. Hierbij kwamen 86 mannen, onder wie verscheidene uit Oekraïne, om het leven. De omgeving van de mijn raakte zwaar chemisch verontreinigd. Ter plaatse bevinden zich waarschijnlijk nog altijd restanten van niet-ontplofte granaten en van weggelekte strijdgassen.
Na de oorlog werd een klein eindje verderop de Schacht Riedel heropend. Een nieuwe schacht was 1525 meter diep, de diepste kalimijn ter wereld. Van 1949 tot 1997 werd kali en steenzout gedolven. Na de definitieve sluiting van de mijn is men begonnen, deze onder water te laten lopen, ook het gedeelte, waar de munitieontploffingen zijn gebeurd. Gepland is, dat deze inundatie in 2028 is voltooid.
Op 4 november 1999 vond een gasexplosie plaats in een door twee gezinnen bewoond huis in Hänigsen. Zes mensen vonden hierdoor de dood.

## Afbeeldingen

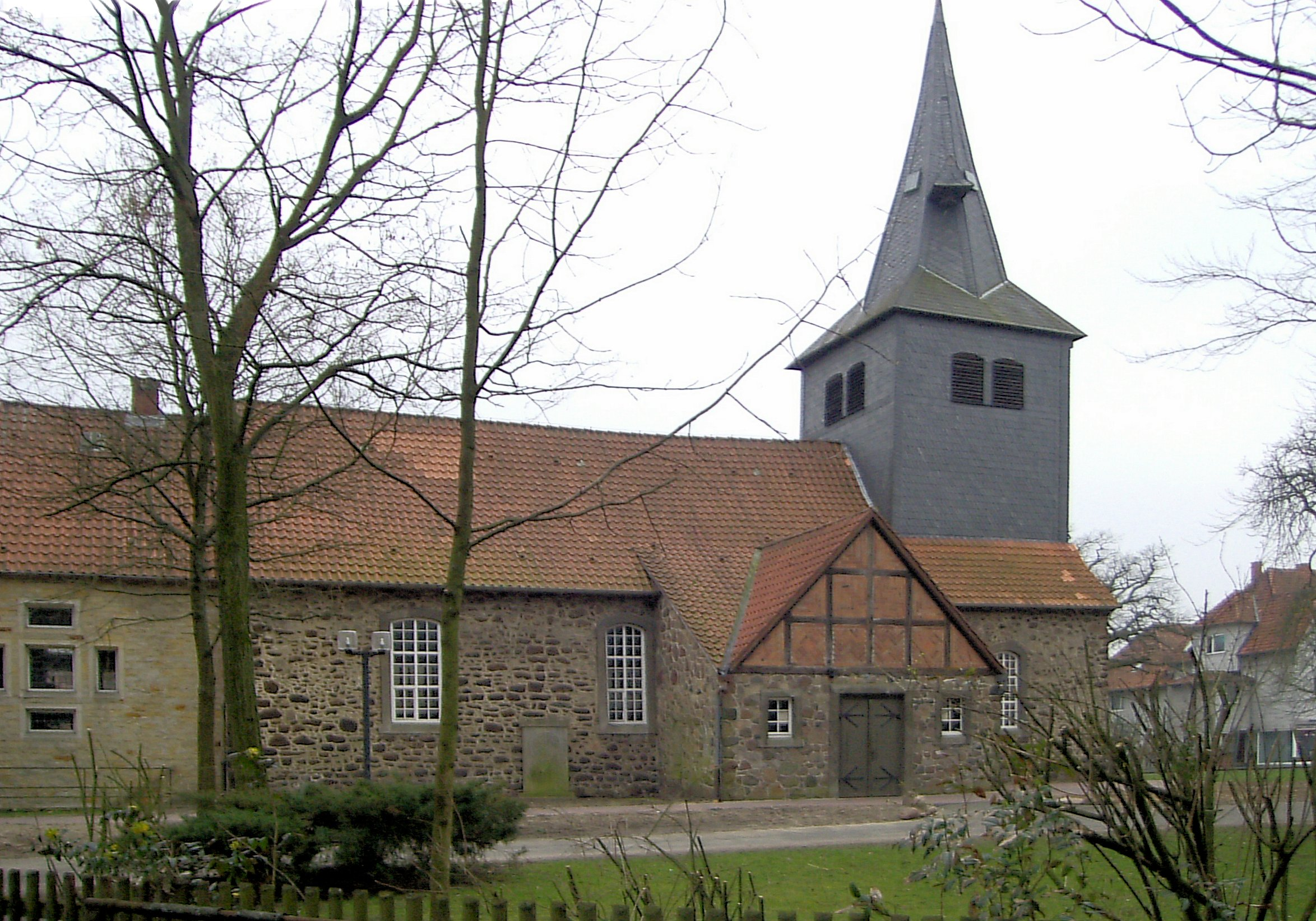
Sint-Pieterskerk
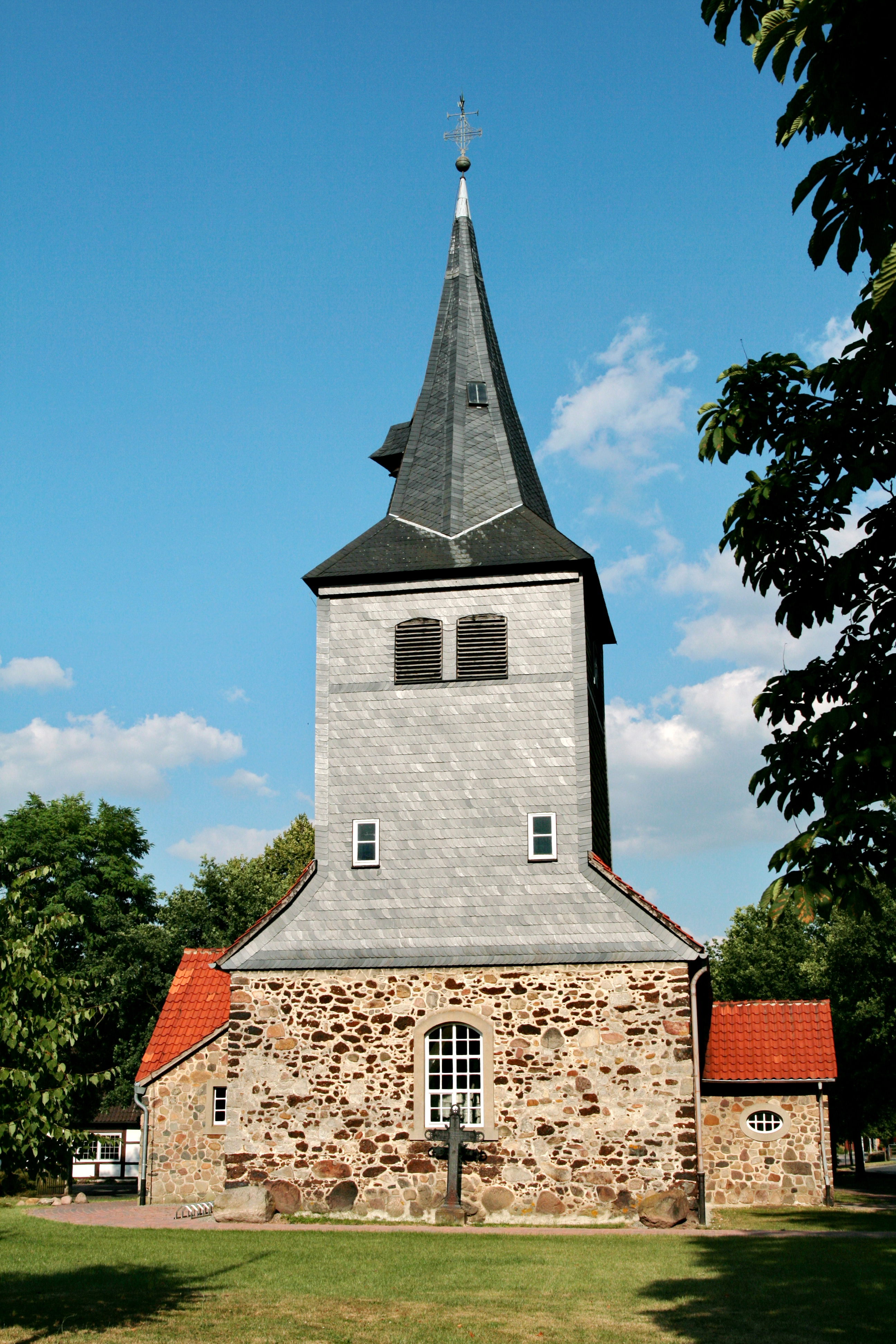
Toren van deze kerk
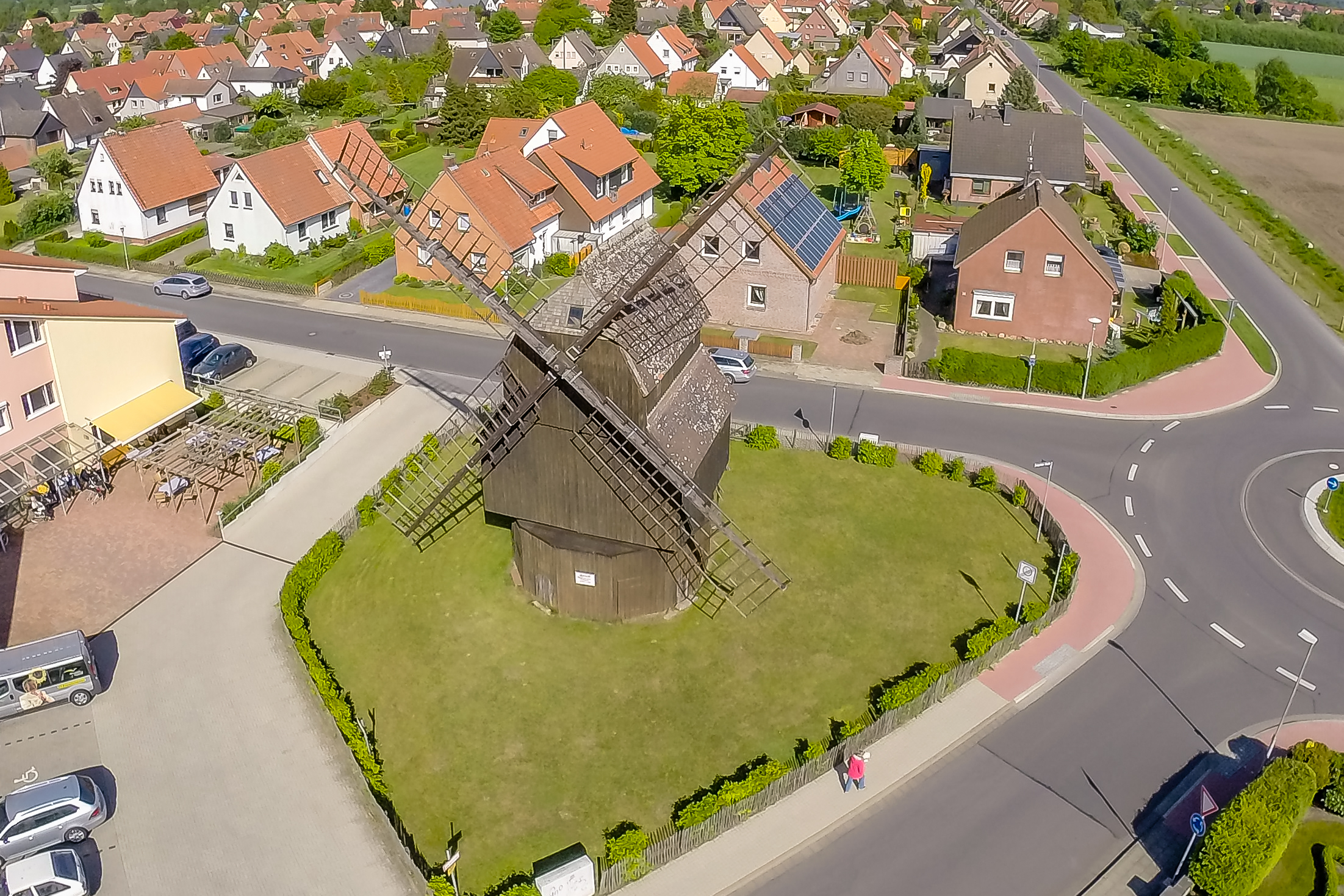
Standerdmolen te Hänigsen
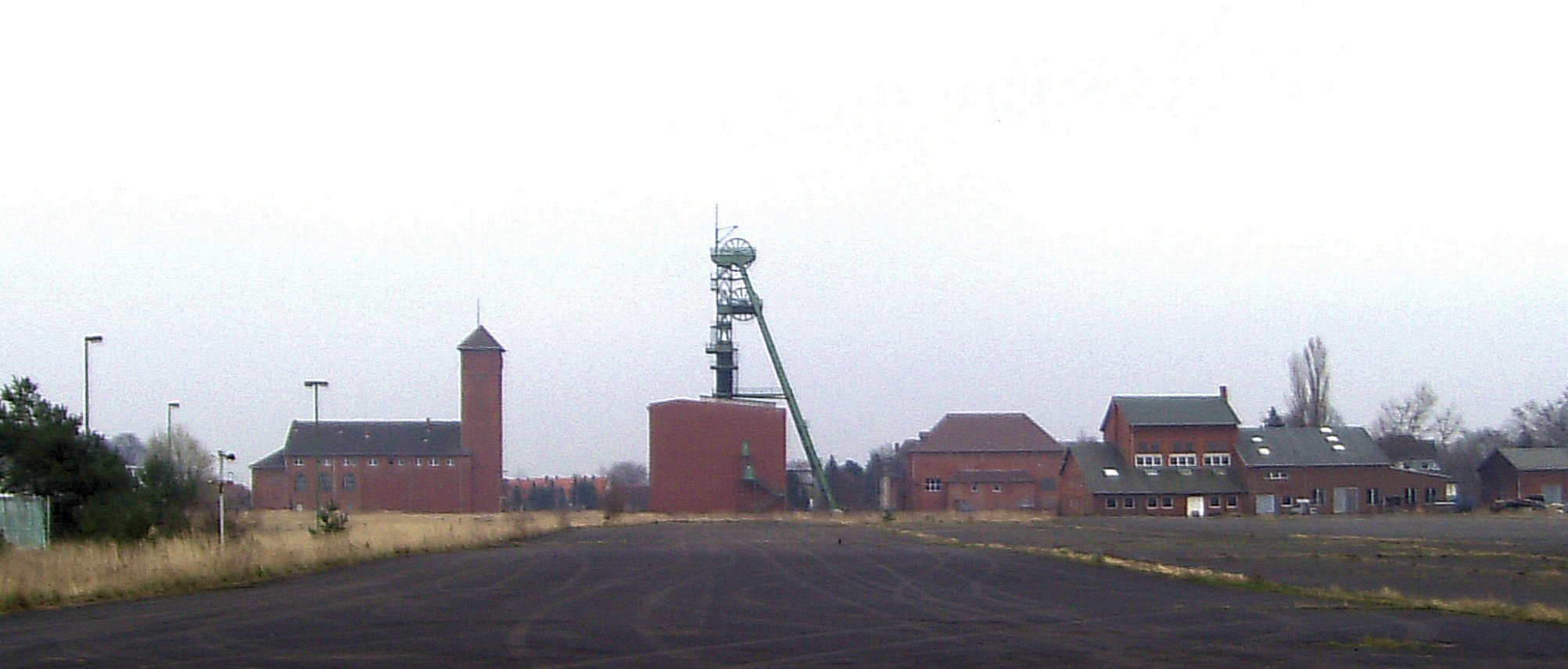
Voormalige kalimijn Schacht Riedel

## Bezienswaardigheden
- De standerdmolen in het dorp (1704)
- De evangelisch-lutherse Sint-Pieterskerk, oorspronkelijk 13e-eeuws, is na brand in de tweede helft van de 17e eeuw herbouwd. Het fraaie interieur omvat liturgische voorwerpen uit de 17e t/m de 20e eeuw.
- Het jaarlijkse schuttersfeest (sedert 1614) in de tweede helft van augustus
- Teerkuhlen-Museum Hänigsen (zie boven)
- In de omgeving van het dorp kan men door de bossen en langs schilderachtige beekdalen fraaie wandelingen en fietstochten maken.